# Alpen-Greiskraut
Das Alpen-Greiskraut (Jacobaea alpina (L.) Moench, Syn.: Senecio alpinus (L.) Scop.), auch Alpen-Kreuzkraut genannt, ist eine Pflanzenart aus der Gattung Jacobaea innerhalb der Familie der Korbblütler (Asteraceae). Sie kommt in den Alpen und im Alpenvorland vor.

## Beschreibung

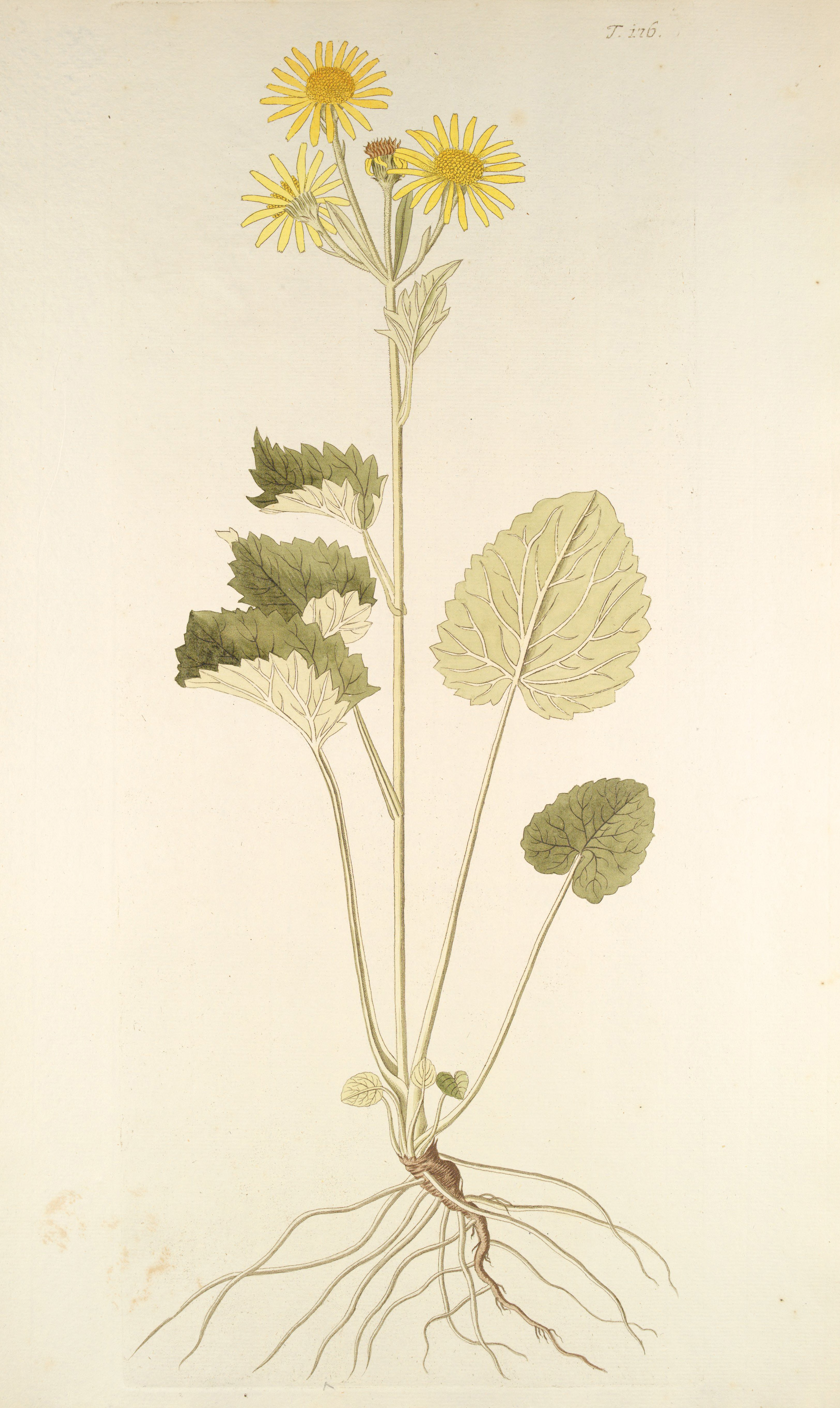
Illustration

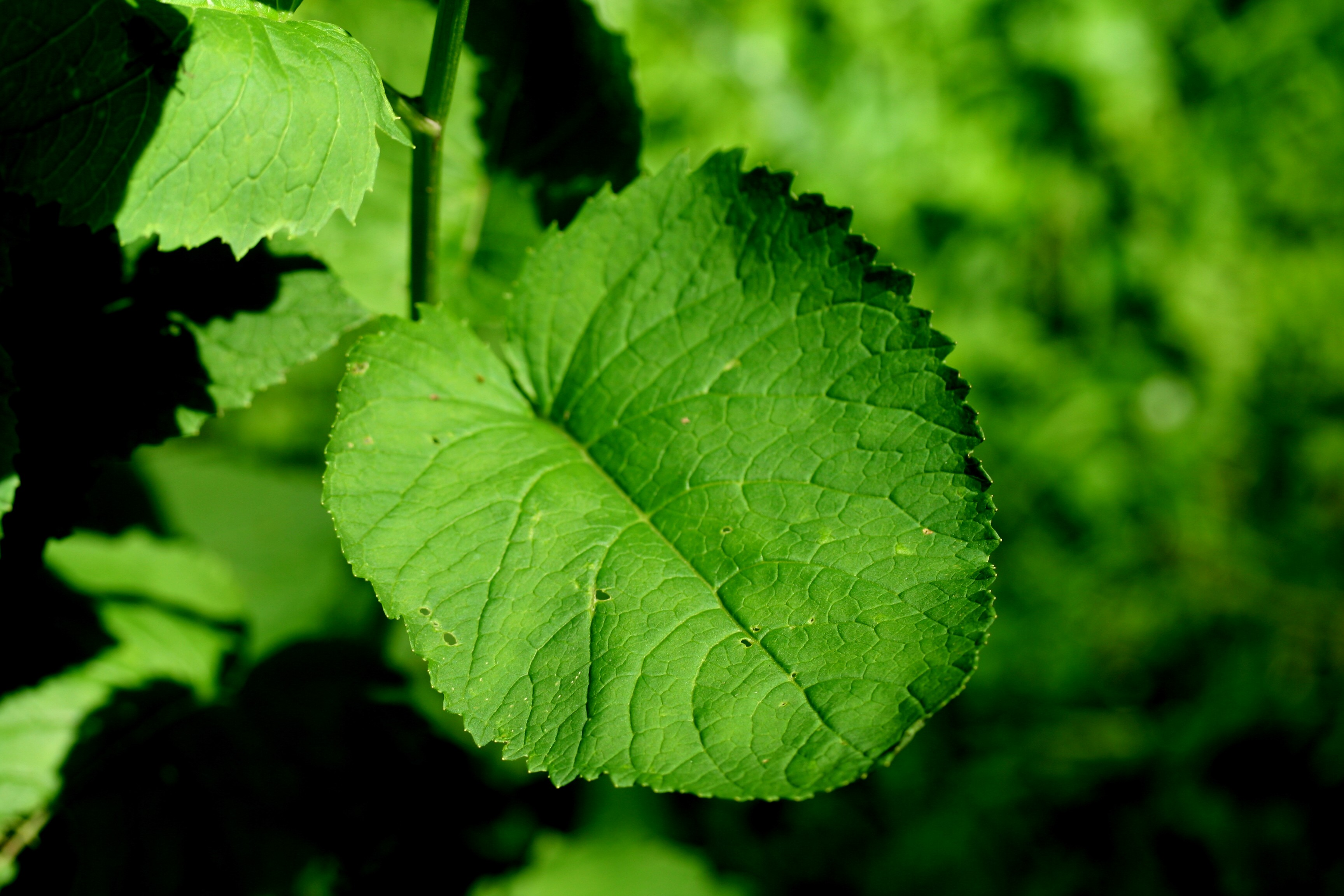
Einfaches Laubblatt

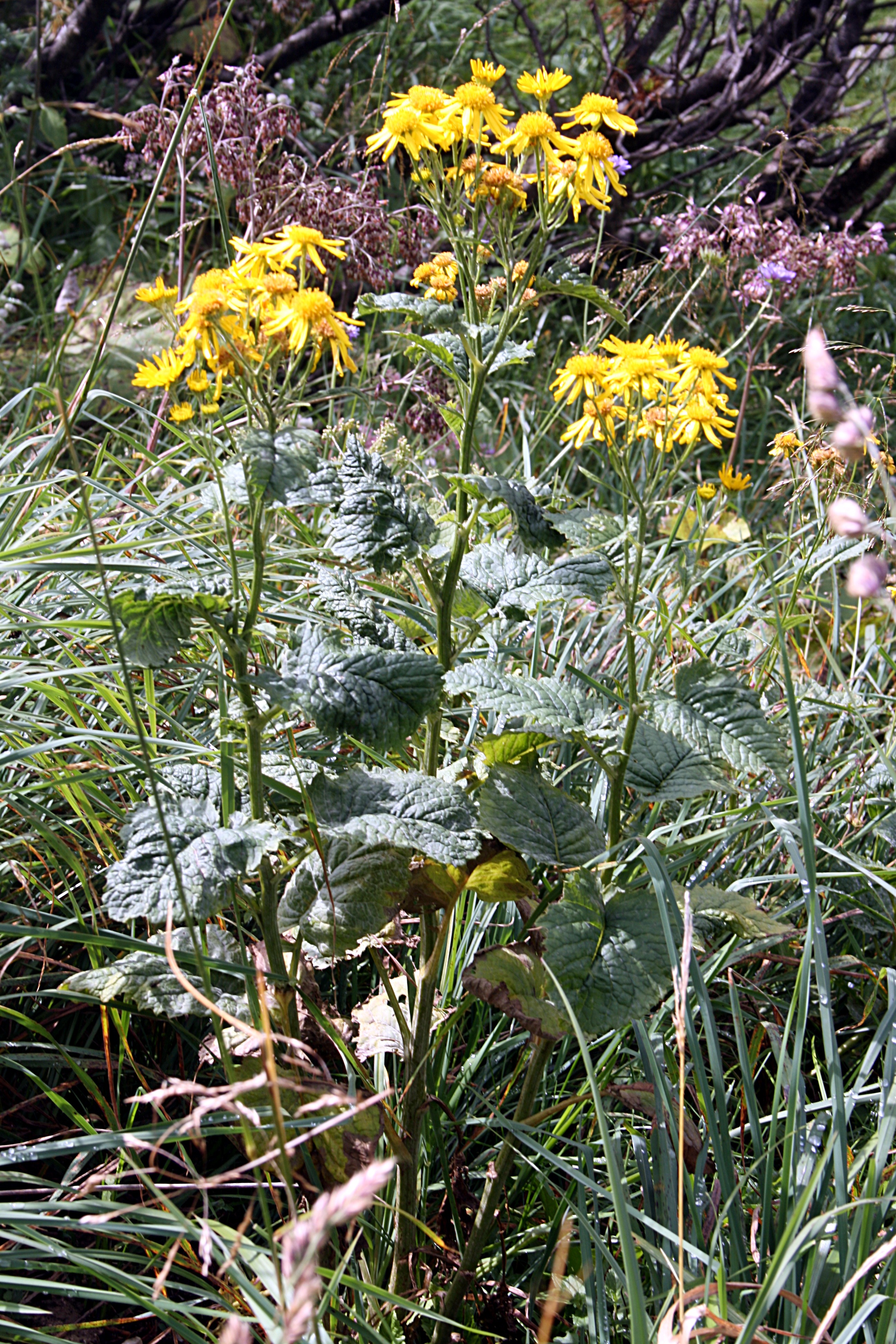
Habitus, Laubblätter und Blütenstände

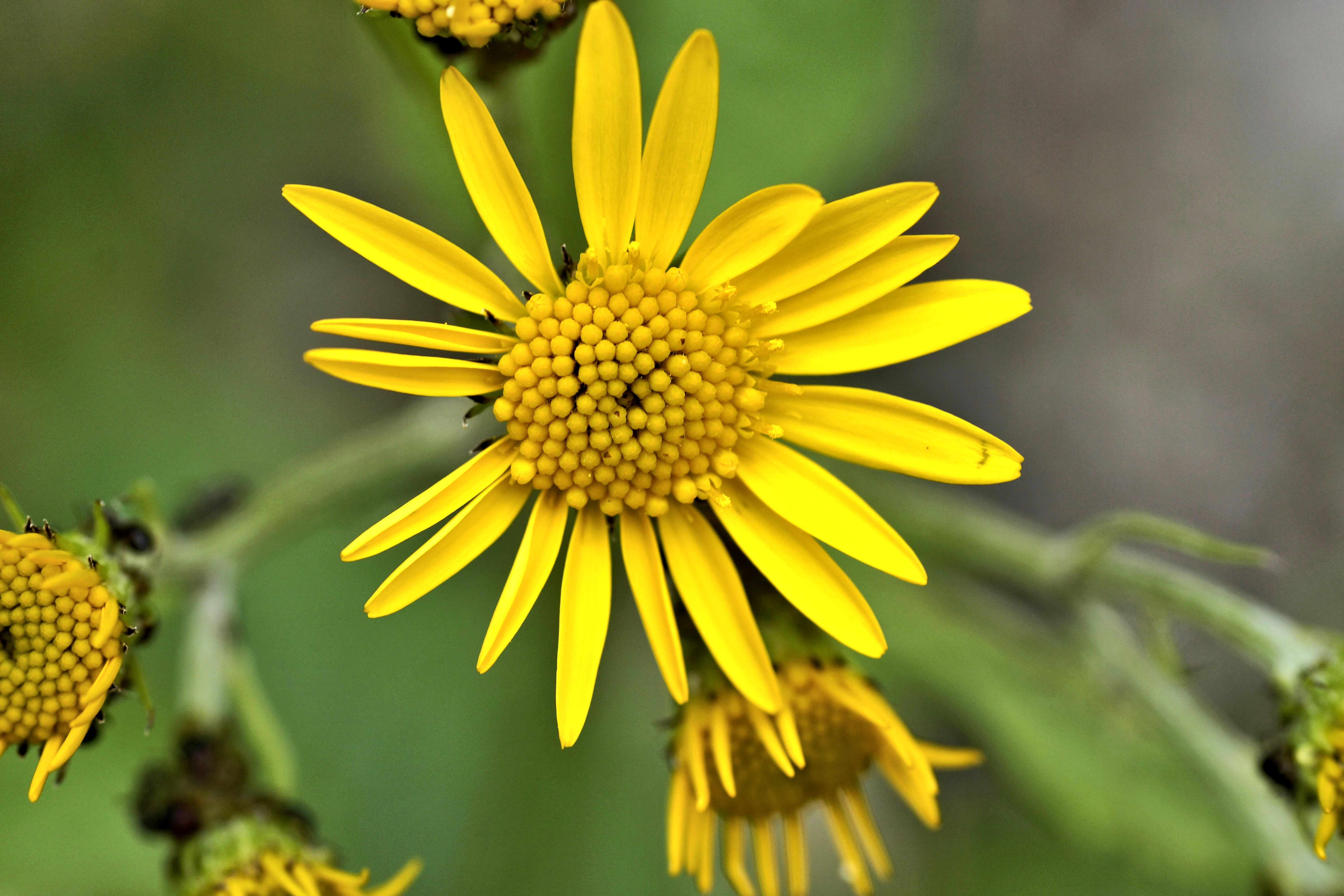
Blütenkorb mit Strahlen- und Scheibenblüten

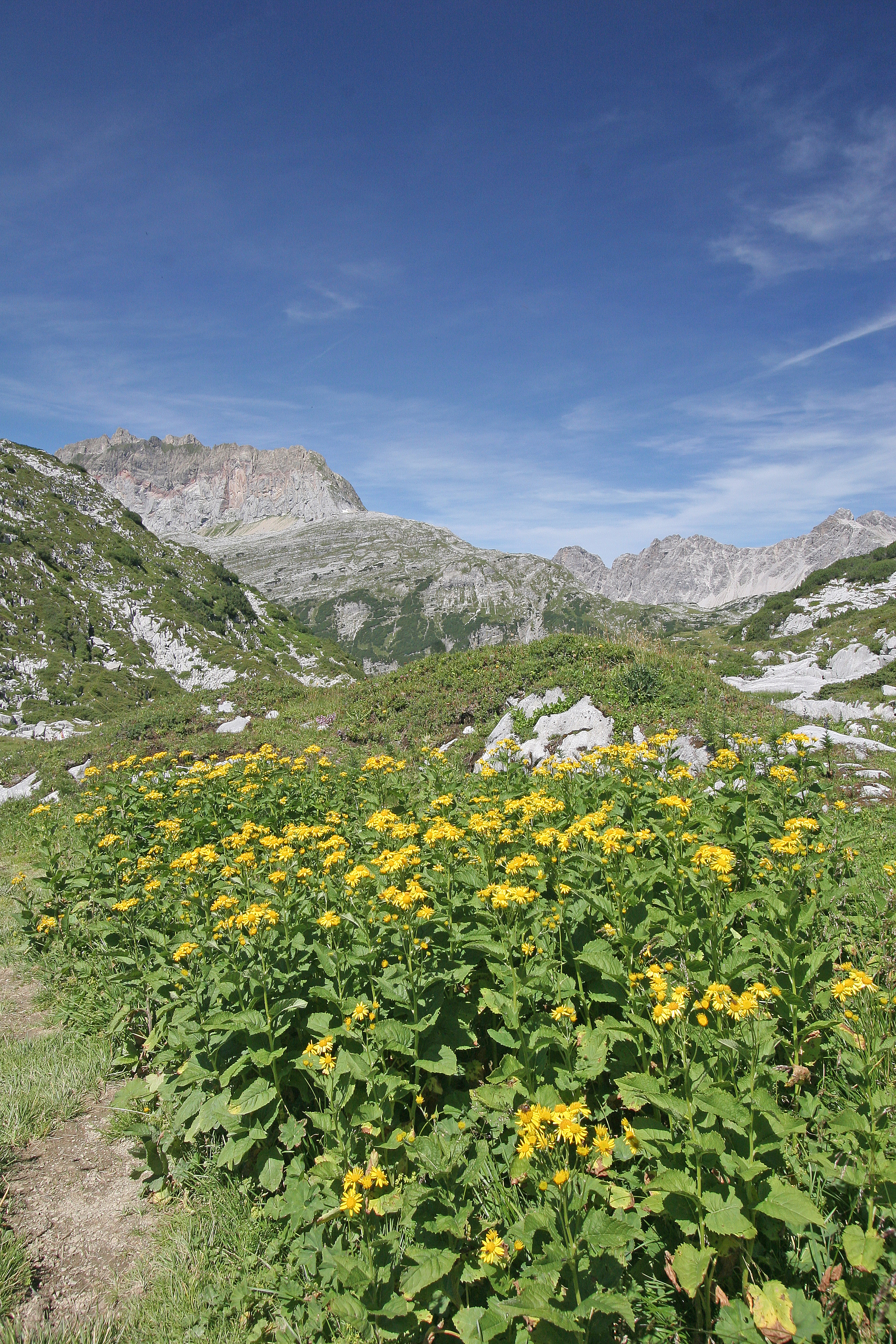
Üppiger Bestand am Formarinsee (Vorarlberg)

### Vegetative Merkmale
Beim Alpen-Greiskraut handelt es sich um eine immergrüne, ausdauernde krautige Pflanze, die Wuchshöhen von 30 bis 100 Zentimetern erreicht. Als Speicherorgane werden Rhizome gebildet. Der aufrechte Stängel ist im oberen Bereich verzweigt.
Die  gleichmäßig wechselständig am Stängel angeordneten Laubblätter sind in Blattstiel und -spreite gegliedert. Das charakteristischste Merkmal innerhalb der Gattung Jacobaea sind die breiten einfachen, höchstens 1,5-mal so langen wie breiten deutlich herzförmigen bis dreieckigen Blattspreiten. Im Gegensatz zum ähnlichen Berg-Greiskraut (Jacobaea subalpina (W.D.J.Koch) Pelser & Veldkamp) sind die Blattstiele der oberen Laubblätter bei Jacobaea alpina nicht geflügelt, höchstens am Grund mit kleinen Öhrchen. Der Blattrand ist unregelmäßig grob gezähnt. Die Blattoberseite ist dunkelgrün. Die graugrüne Blattunterseite ist oft spinnwebartig wollig behaart und verkahlen später. Die Grundblätter sind relativ lang und ungeflügelt gestielt.

### Generative Merkmale
Die Blütezeit reicht von Juli bis September. Mindestens fünf bis zu zwanzig Blütenkörbe stehen in schirmrispigen Gesamtblütenständen. Die Blütenkörbe weisen einen Durchmesser von 3 bis 4 oder 2 bis 3,5 Zentimetern auf. Die Blütenkörbe besitzt eine becherförmige bis zylindrische Hülle, deren Hüllblätter in einer Reihe angeordnet sind, und eine kürzere Außenhülle. In einem Blütenkorbe sind 13 bis 16 Zungenblüten (= Strahlenblüten) und zahlreiche Röhrenblüten (= Scheibenblüten) vorhanden. Die Blütenkronen sind goldgelb.
Die Achäne ist 2 bis 3 Millimeter lang. Der gelbliche Pappus ist etwa 5 Millimeter lange.

### Chromosomensatz
Die Chromosomengrundzahl beträgt x = 10; es liegt meist Diploidie mit einer Chromosomenzahl 2n = 20, seltener wurde 2n = 40 gefunden.

## Ökologie und Inhaltsstoffe
Beim Alpen-Greiskraut handelt es sich um einen hygromorphen bis mesomorphen Hemikryptophyten. Die Vermehrung erfolgt generativ und vegetativ.
Das Alpen-Greiskraut ist ein Intensivwurzler und ein Stickstoff- und Beweidungszeiger. An Stellen mit intensivem Weidebetrieb kann das Alpen-Greiskraut zu einem lästigen und schnell wachsenden „Unkraut“ werden. Das Vieh vermeidet das Alpen-Greiskraut, da die darin enthaltenen Pyrrolizidinalkaloide bitter schmecken. Diese Alkaloide sind für Wirbeltiere lebertoxisch und dienen der Abwehr von Herbivoren. Allerdings können diese Inhaltsstoffe auch zur Ortung des Alpen-Greiskrautes beitragen, denn sie werden vom spezialisierten Fressfeind, dem Jakobskrautbär (Tyria jacobaeae), gewittert, um die vegetativen Pflanzenteile für die Eiablage aufzufinden. Für den Jakobskrautbär wirken sich die meisten Pyrrolizidinalkaloide nicht als giftig aus.
Die Bestäubung erfolgt durch Fliegen, Hummeln und Falter.
Die Diasporen, es sind die Achänen mit Pappus werden durch den Wind ausgebreitet (Anemochorie).

## Vorkommen
Das Alpen-Greiskraut kommt von den Zentralalpen nach Osten bis Kärnten und nach Westen bis Savoie vor. Vom Alpen-Greiskraut gibt es Fundortangaben für Frankreich, Süddeutschland, die Schweiz, Italien (in den Alpen sowie im Appennin) und Österreich. In Deutschland gedeiht es verbreitet in den bayrischen Alpen und Alpenvorland; es kommt zerstreut in Oberschwaben, an der Iller nördlich bis fast zur Donau vor.
Das Alpen-Greiskraut gedeiht in alpinen Hochstaudenfluren, Erlen-Gebüschen oder auf Almen in den Alpen in Höhenlagen bis zu etwa 2000 Metern. Das Alpen-Greiskraut kommt in den Allgäuer Alpen in Gipfelnähe der Kanzelwand in Bayern in einer Höhenlage von 2030 Metern vor. Auch in höher gelegenen Gebieten des Alpenvorlands kann man es ab und zu finden. Sie wächst meist auf nährstoffreichen und kalkhaltigen Böden. Diese kalkliebende Art gedeiht in Deutschland in der montanen bis alpinen Höhenstufe in frischen bis nassen Hochstaudenfluren. In der Schweiz gedeiht das Alpen-Greiskraut auf Weiden, besonders um Alphütten und Bachufer in der subalpin-alpinen Höhenstufe; hier steigt es in Graubünden bis zu einer Höhenlage von 2150 Meter auf.
Sie ist in Mitteleuropa eine Charakterart des Verbandes Rumicion alpini, kommt aber auch in Pflanzengesellschaften der Verbände Adenostylion, Alno-Ulmion oder Agropyro-Rumicion vor. Nach Delarze et al. 2015 ist das Alpen-Greiskraut in der Schweiz eine Charakterart der Alpinen Lägerflur (Alpenblackenflur) (Rumicion alpini).
Das Alpen-Greiskraut kann auch zur invasiven Pflanzenart werden, z. B. in Norwegen.
Die Zeigerwerte nach Ellenberg sind: Lichtzahl 7 = Halblichtpflanze; Temperaturzahl 3 = Kühlezeiger; Kontinentalitätszahl 4 = gemäßigtes Seeklima zeigend; Feuchtezahl 6 = Frische- bis Nässezeiger; Feuchtewechsel: keinen Wechsel der Feuchte zeigend; Reaktionszahl 8 = Schwachbasen- bis Basen-/Kalkzeiger; Stickstoffzahl 9 = übermäßigen Stickstoffreichtum zeigend; Salzzahl 0 = nicht salzertragend; Schwermetallresistenz: nicht schwermetallresistent.
Die ökologischen Zeigerwerte nach Landolt et al. 2010 sind in der Schweiz: Feuchtezahl F = 4w+ (sehr feucht aber stark wechselnd), Lichtzahl L = 3 (halbschattig), Reaktionszahl R = 4 (neutral bis basisch), Temperaturzahl T = 2+ (unter-subalpin und ober-montan), Nährstoffzahl N = 5 (sehr nährstoffreich bis überdüngt), Kontinentalitätszahl K = 2 (subozeanisch).

## Taxonomie
Die Erstveröffentlichung erfolgte 1753 unter dem Namen (Basionym) Solidago alpina durch Carl von Linné in Species Plantarum, Tomus II, S. 880. Das Artepitheton alpinus bedeutet „aus den Alpen“. Die Neukombination zu Jacobaea alpina (L.) Moench wurde 1794 durch Conrad Moench in Methodus, 587 veröffentlicht. Weitere Synonyme für Jacobaea alpina (L.) Moench sind: Cineraria alpina (L.) L., Senecio alpinus (L.) Scop., Cineraria cordifolia Gouan, Senecio cordifolius (Gouan) Clairv. non L. f., Senecio cordatus W.D.J.Koch, Cineraria cordata Jacq., Cineraria difformis Rochel, Cineraria lyratifolia Bluff & Fing., Cineraria samnitum Huet ex Nyman, Cineraria senecifolia Poir., Senecio alpinus (L.) L. f.

## Giftigkeit und Nutzung
Das Alpen-Greiskraut gilt als „sehr stark giftig +++“. Alle Pflanzenteile sind giftig. Vor allem die Jungpflanzen können auf der Weide gefressen werden. Am giftigsten sind junge Pflanzenexemplare. Die Blüten weisen die höchsten Alkaloid-Konzentrationen auf. Auch in Dürrfutter und in der Silage sind die Alkaloide wirksam.
Bergbauern verwenden einen Absud der vegetativen Pflanzenteile des Alpen-Greiskraut zum Reinigen von Wunden beim Vieh.